# Чемпіонат світу з біатлону 2003
39-ий Чемпіонат світу з біатлону проходив з 15 до 23 березня 2003 у Ханти-Мансійську, Росія.

## Результати. Чоловіки

### Індивідуальна гонка на 20 км
| Медаль | Біатлоніст       | Країна    | Штраф | Результат |
| ------ | ---------------- | --------- | ----- | --------- |
| Золото | Халвард Ханеволд | Норвегія  |       |           |
| Срібло | Веса Гієталагті  | Фінляндія |       |           |
| Бронза | Рікко Грос       | Німеччина |       |           |

### Спринт 10 км
| Медаль | Біатлоніст           | Країна    | Штраф | Результа |
| ------ | -------------------- | --------- | ----- | -------- |
| Золото | Уле-Ейнар Б'єрндален | Норвегія  |       |          |
| Срібло | Рікко Грос           | Німеччина |       |          |
| Бронза | Зденек Вітек         | Чехія     |       |          |

### Переслідування 12.5 км
| Медаль | Біатлоніст       | Країна    | Штраф | Результат |
| ------ | ---------------- | --------- | ----- | --------- |
| Золото | Рікко Грос       | Німеччина |       |           |
| Срібло | Халвард Ханеволд | Норвегія  |       |           |
| Бронза | Пааво Пуурунен   | Фінляндія |       |           |

### Мас-старт 15 км
| Медаль | Біатлоніст           | Країна    | Штраф | Результат |
| ------ | -------------------- | --------- | ----- | --------- |
| Золото | Уле-Ейнар Б'єрндален | Норвегія  |       |           |
| Срібло | Свен Фішер           | Німеччина |       |           |
| Бронза | Рафаель Пуаре        | Франція   |       |           |

### Естафета 4 × 7,5 км
| Медаль | Біатлоністи                                                             | Країна    | Штраф | Результат |
| ------ | ----------------------------------------------------------------------- | --------- | ----- | --------- |
| Золото | Німеччина Петер Зендель Свен Фішер Рікко Грос Франк Люк                 | Німеччина |       |           |
| Срібло | Росія Віктор Майгуров Павло Ростовцев Сергій Рожков Сергій Чепіков      | Росія     |       |           |
| Бронза | Білорусь Олексій Айдаров Володимир Драчов Рустам Валіулін Олег Риженков | Білорусь  |       |           |

## Результати. Жінки

### Індивідуальна гонка 15 км
| Медаль | Біатлоністка           | Країна   | Штраф | Результат |
| ------ | ---------------------- | -------- | ----- | --------- |
| Золото | Катержина Голубцова    | Чехія    |       |           |
| Срібло | Олена Зубрилова        | Білорусь |       |           |
| Бронза | Ґунн Маргіт Андреассен | Норвегія |       |           |

### Спринт 7,5 км
| Медаль | Біатлоністка        | Країна  | Штраф | Результат |
| ------ | ------------------- | ------- | ----- | --------- |
| Золото | Сільві Бекар        | Франція |       |           |
| Срібло | Олена Петрова       | Україна |       |           |
| Бронза | Катержина Голубцова | Чехія   |       |           |

### Переслідування 10 км
| Медаль | Біатлоністка        | Країна    | Штраф | Результат |
| ------ | ------------------- | --------- | ----- | --------- |
| Золото | Сандрін Байї        | Франція   |       |           |
| Золото | Мартіна Глагов      | Німеччина |       |           |
| Бронза | Світлана Ішмуратова | Росія     |       |           |

Фотофініш не зміг виявити переможницю.

### Мас-старт 12,5 км
| Медаль | Біатлоністка        | Країна  | Штраф | Результат |
| ------ | ------------------- | ------- | ----- | --------- |
| Золото | Альбіна Ахатова     | Росія   |       |           |
| Срібло | Світлана Ішмуратова | Росія   |       |           |
| Бронза | Сандрін Байї        | Франція |       |           |

### Естафета 4 × 6 км
| Медаль | Біатлоністка                                                           | Країна    | Штраф | Результат |
| ------ | ---------------------------------------------------------------------- | --------- | ----- | --------- |
| Золото | Альбіна Ахатова Світлана Ішмуратова Галина Куклева Світлана Чорноусова | Росія     |       |           |
| Срібло | Оксана Хвостенко Ірина Меркушина Оксана Яковлєва Олена Петрова         | Україна   |       |           |
| Бронза | Сімоне Денкінгер Уші Дізль Каті Вільгельм Мартіна Глагов               | Німеччина |       |           |

## Таблиця медалей
| Place | Nation    | Золото | Срібло | Бронза | Total |
| ----- | --------- | ------ | ------ | ------ | ----- |
| 1     | Німеччина | 3      | 2      | 2      | 7     |
| 2     | Норвегія  | 3      | 1      | 1      | 5     |
| 3     | Росія     | 2      | 2      | 1      | 5     |
| 4     | Франція   | 2      | 0      | 2      | 4     |
| 5     | Чехія     | 1      | 0      | 2      | 3     |
| 6     | Україна   | 0      | 2      | 0      | 2     |
| 7     | Білорусь  | 0      | 1      | 1      | 2     |
| 8     | Фінляндія | 0      | 1      | 1      | 2     |

## Виноски
1. ↑  Sports 123 biathlon results